# Korean Popular Culture and Arts Awards
Korean Popular Culture and Arts Awards (en hangul, 대한민국 대중문화예술상) es una ceremonia anual realizada por el gobierno de Corea del Sur, presentada por la Agencia de Contenido Creativo del Ministerio de Cultura, Deporte y Turismo de Corea. El evento, que se celebró por primera vez en 2010, «galardona a aquellos que hayan contribuido a la cultura pop contemporánea y a las artes, incluyendo actores, cantantes, comediantes y modelos».

## Categorías
Hay cuatro categorías para los premios:
- Orden al Mérito Cultural (문화훈장)
- Reconocimiento presidencial (대통령표창)
- Reconocimiento del primer ministro (국무총리표창)
- Reconocimiento del Ministerio de Cultura, Deporte y Turismo (문화체육관광부장관표창)[2][4]

La Orden al Mérito Cultural se considera un honor más alto que los reconocimientos.

## Receptores de premios
| Año  | Orden al Mérito Cultural | Reconocimiento presidencial | Reconocimiento del primer ministro | Reconocimiento del Ministerio de Cultura, Deporte y Turismo |
| ---- | --- | --- | --- | --- |
| 2018 | Eungwan (Corona de plata), 2.ª clase - Kim Min-ki (cantante) - Lee Soon-jae (actor) - Jo Dong-jin (cantante) Bogwan (Corona preciosa), 3.ª clase - Kim Young-ok (actriz) - Gim Ok-yeong (escritora) - Gim Jeong-taek (compositor) Hwagwan (Corona de flores), 5.ª clase - BTS (cantantes) | - Kim Nam-joo (actriz) - Gim Dong-su (modelo) - Kim Pyeong-ho (ingeniero de sonido) - Yoo Jae-suk (comediante) - Yoon Sang (músico) - I Gyeong-ja (actriz de doblaje) | - Kang San-ae (cantante) - Gang Hui-seon (actriz de doblaje) - Kim Sook (comediante) - Kim Joo-hyuk (actor) - Son Ye-jin (actriz) - Lee Sun-kyun (actor) - Jun Hyun-moo (presentador de TV) - Choi Jin-hee (cantante) | - Gang Dae-yeong (maquillador) - Guckkasten (cantantes) - Gim Mi-gyeong (directora musical) - Kim Eana (letrista) - Kim Tae-ri (actriz) - Red Velvet (cantantes) - Park Na-rae (comediante) - I Seon (actriz de doblaje) |